# 제천덕산초등학교
제천덕산초등학교는 대한민국 충청북도 제천시 덕산면 도전리에 있는 공립 초등학교이다.

## 학교 연혁
- 1921년 9월 3일 사립덕산보통학교 설립인가
- 1923년 6월 13일 덕산공립보통학교(4년제) 개교
- 1927년 3월 31일 6년제로 개편
- 1938년 4월 1일 덕산공립심상소학교로 개칭
- 1941년 4월 1일 덕산공립국민학교로 개칭
- 1992년 3월 1일 병설 월악유치원 인가
- 1992년 3월 1일 월악분교장 통합
- 1995년 3월 1일 선림국민학교, 도기분교장 통폐합
- 1996년 3월 1일 덕산초등학교 개칭
- 1996년 3월 1일 월악분교장 통폐합
- 1999년 3월 1일 유덕초등학교 통합
- 2001년 3월 1일 덕산초·신덕중학교 통합
- 2023.01.12 초등학교 98회 6명 졸업(총4223명) / 중학교 54회 10명 졸업(총4543명)
- 2023.03.02 유치원 6명, 초등 6명, 중등 5명 입학(유치원 1학급 6명, 초등 6학급 44명, 중등 3학급 22명)

## 참고 자료
- 제천덕산초등학교 - 한국교육학술정보원 학교알리미